# Gramont (Tarn i Garona)
Gramont (en francès Gramont) és un municipi francès situat al departament de Tarn i Garona i a la regió d'Occitània.

## Demografia
| 1962                                       | 1968 | 1975 | 1982 | 1990 | 1999 | 2006 |
| ------------------------------------------ | ---- | ---- | ---- | ---- | ---- | ---- |
| 171                                        | 226  | 183  | 170  | 143  | 145  | 157  |
| Des de 1962: població sense dobles comptes |      |      |      |      |      |      |

## Administració
| Període   | Identitat        | Partit |
| --------- | ---------------- | ------ |
| 2001-2008 | Maurice Ramirez  |        |
| 2008-2009 | Jean-Claude Suné |        |
| 2009-     | Denis Bordes     |        |